# Externsteine
Externsteine, és un complex megalític situat a Alemanya, a l'estat del Rin del Nord-Westfàlia, al bosc Teutònic, prop de la ciutat de Detmold. El lloc conté algunes columnes de roca, altes i estretes, que s'alcen dins del bosc. Es creu que l'etimologia del nom està vinculada a la propera cadena muntanyenca anomenada Eggegebirge (el nom significaria, doncs, 'roques de l'Egge').
Des del punt de vista geològic, les roques estan constituïdes de gres, i són originàries del Cretaci (fa uns 120 milions d'anys).

## Història
Externsteine degué ser un important lloc religiós per a les poblacions teutones i per a les seues predecessores, abans de l'arribada del cristianisme al nord d'Europa. Així ho testimonia el text Oldenburgisch Chronicon (1564), de l'historiador i teòleg luterà Hermann Hamelmann.
Les excavacions arqueològiques, però, no hi han localitzat cap resta anterior al segle xi, a part d'alguns instruments de pedra d'uns 10.000 anys d'antiguitat.
La primera notícia històricament documentada relativa al lloc es remunta al 1093, quan el territori circumdant fou adquirit pel monestir Abdinghof de Paderborn. D'aquest període daten petjades d'activitats humanes, com la talla d'imatges cristianes en roca.
Els últims habitants pagans de la regió foren els saxons, derrotats i convertits per Carlemany. Les cròniques testimonien que Carlemany destruí l'Irminsul saxó al 772.
Al 1920, l'historiador alemany Wilhem Teudt suggerí que Irminsul es trobaria just a Externsteine. El 1933, Teudt s'uní al Partit Nacionalsocialista i proposà convertir Externsteine en un "bosc sagrat" com a commemoració dels avantpassats.
El dirigent de les SS Heinrich Himmler recolzà aquesta idea i constituí la "Fundació Externstein". Ahnenerbe mostrà gran interés pel lloc, i estudià les roques pel seu valor en la cultura i folklore alemanys.
Alguns neopagans segueixen creient que Irminsul era a prop d'Externsteine, basant-se sobretot en una particular incisió del segle xii, en què es representa un arbre doblegat pel pes de la creu. L'interés pel lloc segueix sent molt alt per part de grups nacionalistes alemanys i continua sent un lloc molt visitat.

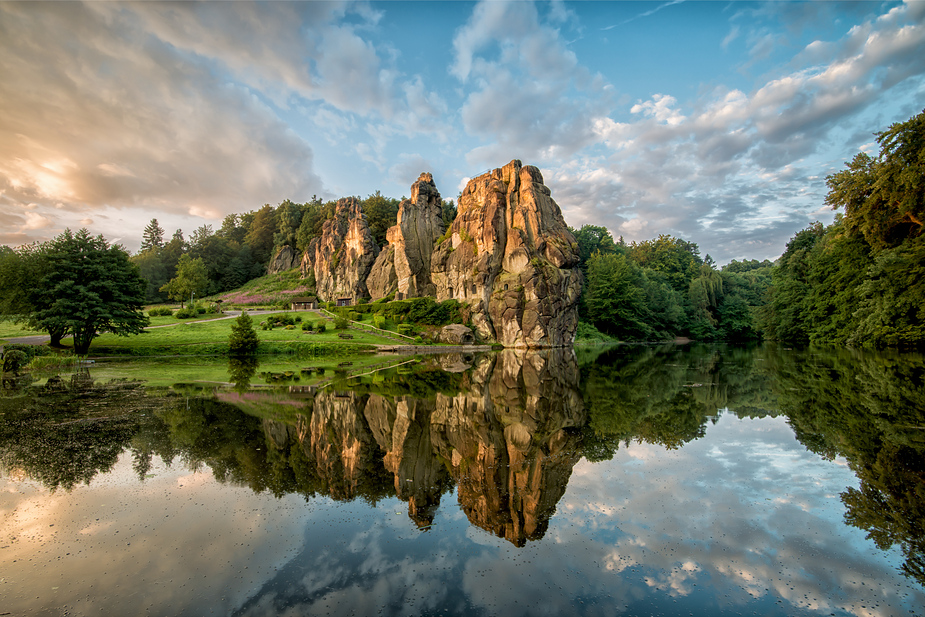
Vista del conjunt

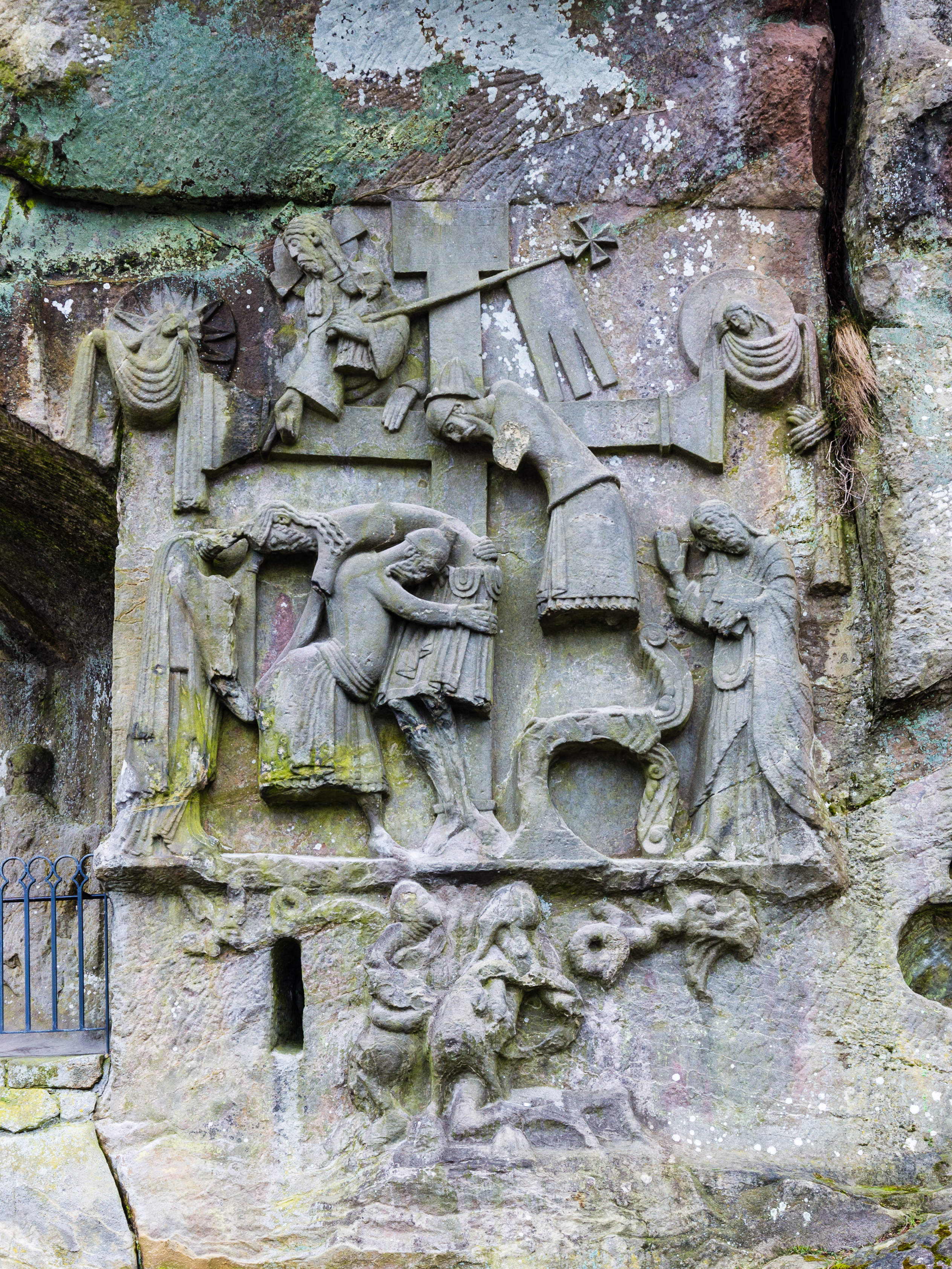
Una de les escenes esculpides en les roques d'Externsteine. Aquesta mostra el descens de la creu de Jesucrist. Sembla que l'arbre tort situat sota l'escena siga Irminsul, humiliat pel triomf de la cristiandat